# 스탠드 인
스탠드 인(stand-in)은 영화, 텔레비전 방송에서 조명, 카메라 셋업 등 기술적 목적을 위해 촬영 전 배우 대신 출연하는 사람이다. 스탠드인은 영화, 텔레비전 제작 초기 과정에 유용하다.
대역(大役)을 가리키며 위험한 장면의 촬영에 스타를 대신하여 출연하거나 혹은 원경촬영(遠景撮影)시 스타의 얼굴이 확실히 보이지 않아도 좋은 장면을 촬영할 경우에 대역을 하게 된다. 구미 각국에서는 스타 자신이 자기의 신체적 조건과 유사한 전속의 스탠드 인을 고용하고 있는 경우가 많이 있으며 동물 스타도 스탠드 인이 있다.

## 같이 보기
- 도펠겡어
- 가게무샤
- 시뮬라크르